# 費蘭度·蘇利安奴
費蘭度·蘇利安奴（Fernando Soriano，1979年9月24日—），前西班牙足球運動員，司職中場。他曾效力西班牙薩拉戈薩、艾美利亞、奧沙辛拿等球會。2016年5月17日，36歲的費蘭度·蘇利安奴在艾美利亞宣布掛靴，並出任艾美利亞主教練。

## 榮譽
薩拉戈薩
- 西班牙國王盃: 2003–04（英语：2003–04 Copa del Rey）
- 西班牙超級盃: 2004（英语：2004 Supercopa de España）